# Música de Final Fantasy VII

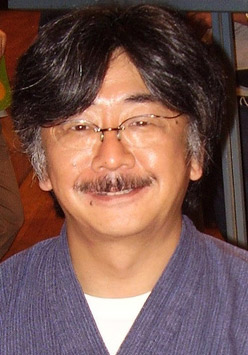
Nobuo Uematsu, compositor y productor del soundtrack de Final Fantasy VII

Final Fantasy VII es un juego que fue lanzado 1997 en su versión para la consola PlayStation y en 1998 salió a la luz su versión para Windows, ambas versiones compartieron la misma banda sonora, la cual consta de tres álbumes oficiales.

## Final Fantasy VII Original Soundtrack
Final Fantasy VII Original Soundtrack fue el primer álbum en ser publicado, contiene los temas propiamente del juego, sin ningún tipo de arreglo orquestal, este álbum consta de cuatro discos todos los temas fueron compuestos y producidos por Nobuo Uematsu.
| Disco 1 |                                   |          |  |
| N.º     | Título                            | Duración |  |
| 1.      | «Prelude»                         | 2:52     |  |
| 2.      | «Opening ~ Bombing Mission»       | 3:58     |  |
| 3.      | «Mako Reactor»                    | 3:20     |  |
| 4.      | «Anxious Heart»                   | 4:02     |  |
| 5.      | «Tifa's Theme»                    | 5:06     |  |
| 6.      | «Barret's Theme»                  | 3:27     |  |
| 7.      | «Hurry!»                          | 2:29     |  |
| 8.      | «Lurking in the Darkness»         | 2:33     |  |
| 9.      | «Shinra Company»                  | 4:03     |  |
| 10.     | «Fighting»                        | 2:47     |  |
| 11.     | «Fanfare»                         | 0:55     |  |
| 12.     | «Flowers Blooming in the Church»  | 4:59     |  |
| 13.     | «Turk's Theme»                    | 2:19     |  |
| 14.     | «Underneath the Rotting Pizza»    | 3:22     |  |
| 15.     | «Opressed People»                 | 2:38     |  |
| 16.     | «Honeybee Manor»                  | 3:52     |  |
| 17.     | «Who Are You?»                    | 1:24     |  |
| 18.     | «Don of the Slums»                | 2:11     |  |
| 19.     | «Infiltrating Shinra Building»    | 3:49     |  |
| 20.     | «Still More Fighting»             | 3:32     |  |
| 21.     | «Red XIII's Theme»                | 1:28     |  |
| 22.     | «Crazy Motorcycle»                | 3:37     |  |
| 23.     | «Holding my Thoughts in my Heart» | 2:14     |  |

| Disco 2 |                                                   |          |  |
| N.º     | Título                                            | Duración |  |
| 1.      | «FF VII Main Theme»                               | 6:29     |  |
| 2.      | «Ahead on Our Way»                                | 3:44     |  |
| 3.      | «Good Night, Until Tomorrow»                      | 0:10     |  |
| 4.      | «On that Day, Five Years Ago»                     | 3:13     |  |
| 5.      | «Farm Boy»                                        | 2:52     |  |
| 6.      | «Waltz de Chocobo»                                | 0:34     |  |
| 7.      | «Electric de Chocobo»                             | 4:02     |  |
| 8.      | «Cinco de Chocobo»                                | 3:00     |  |
| 9.      | «Chasing the Black-Caped Man»                     | 3:04     |  |
| 10.     | «Fortress of the Condor»                          | 4:00     |  |
| 11.     | «Rufus' Welcoming Ceremony»                       | 2:14     |  |
| 12.     | «It's Difficult to Stand on Both Feet, Isn't it?» | 3:31     |  |
| 13.     | «Trail of Blood»                                  | 4:13     |  |
| 14.     | «J-E-N-O-V-A»                                     | 2:32     |  |
| 15.     | «Continue?»                                       | 0:37     |  |
| 16.     | «Costa del Sol»                                   | 2:28     |  |
| 17.     | «Mark of the Traitor»                             | 3:32     |  |
| 18.     | «Mining Town»                                     | 3:00     |  |
| 19.     | «Gold Saucer»                                     | 1:58     |  |
| 20.     | «Cait Sith's Theme»                               | 3:34     |  |
| 21.     | «Sandy Badlands»                                  | 5:33     |  |

| Disco 3 |                                      |          |  |
| N.º     | Título                               | Duración |  |
| 1.      | «Cosmo Canyon»                       | 3:36     |  |
| 2.      | «Life Stream»                        | 3:36     |  |
| 3.      | «Great Warrior»                      | 3:24     |  |
| 4.      | «Descendant of Shinobi»              | 2:45     |  |
| 5.      | «Those Chosen by the Planet»         | 3:16     |  |
| 6.      | «The Nightmare's Beginning»          | 2:58     |  |
| 7.      | «Cid's Theme»                        | 3:11     |  |
| 8.      | «Steal the Tiny Bronco!»             | 1:16     |  |
| 9.      | «Wutai»                              | 4:29     |  |
| 10.     | «Stolen Materia»                     | 1:36     |  |
| 11.     | «Racing Chocobos - Place your Bets»  | 1:50     |  |
| 12.     | «Fiddle de Chocobo»                  | 2:50     |  |
| 13.     | «A Great Success»                    | 0:47     |  |
| 14.     | «Tango of Tears»                     | 0:49     |  |
| 15.     | «Debut»                              | 2:36     |  |
| 16.     | «Interrupted by fireworks»           | 2:50     |  |
| 17.     | «Forested Temple»                    | 3:51     |  |
| 18.     | «You Can Hear the Cry of the Planet» | 3:40     |  |
| 19.     | «Aerith's Theme»                     | 4:18     |  |
| 20.     | «Buried in the Snow»                 | 4:51     |  |
| 21.     | «The Great Northern Cave»            | 6:05     |  |
| 22.     | «Reunion»                            | 3:34     |  |
| 23.     | «Who Am I?»                          | 1:37     |  |

| Disco 4 |                                              |          |  |
| N.º     | Título                                       | Duración |  |
| 1.      | «Shinra Army Wages a Full-Scale Attack»      | 2:57     |  |
| 2.      | «Weapon Raid»                                | 2:52     |  |
| 3.      | «Highwind Takes to the Skies»                | 3:35     |  |
| 4.      | «A Secret, Sleeping in the Deep Sea»         | 4:17     |  |
| 5.      | «Parochial Town»                             | 2:26     |  |
| 6.      | «Off the Edge of Despair»                    | 4:15     |  |
| 7.      | «On the Other Side of the Mountain»          | 2:35     |  |
| 8.      | «Hurry Faster!»                              | 2:57     |  |
| 9.      | «Sending a Dream into the Universe»          | 2:50     |  |
| 10.     | «The Countdown Begins»                       | 0:50     |  |
| 11.     | «If You Open Your Hearts»                    | 2:47     |  |
| 12.     | «The Mako Cannon is Fired ~ Shinra Explodes» | 1:33     |  |
| 13.     | «Judgement Day»                              | 4:07     |  |
| 14.     | «Jenova Absolute»                            | 3:59     |  |
| 15.     | «The Birth of a God»                         | 4:11     |  |
| 16.     | «One-Winged Angel»                           | 7:19     |  |
| 17.     | «World Crisis»                               | 8:05     |  |
| 18.     | «Staff Roll»                                 | 6:51     |  |

## Final Fantasy VII Reunion Tracks
Final Fantasy VII Reunion Tracks fue un álbum derivado de la banda sonora original del juego pero solo algunos temas fueron orquestados por Shiro Hamaguchi.
| Temas |                                         |          |  |
| N.º   | Título                                  | Duración |  |
| 1.    | «Opening ~ Bombing Mission»             | 3:59     |  |
| 2.    | «Valley of the Fallen Star»             | 3:36     |  |
| 3.    | «Still More Fighting»                   | 3:33     |  |
| 4.    | «Farm Boy»                              | 2:52     |  |
| 5.    | «Rufus' Welcoming Ceremony»             | 2:15     |  |
| 6.    | «Electric de Chocobo»                   | 4:02     |  |
| 7.    | «Honeybee Manor»                        | 3:53     |  |
| 8.    | «Cid's Theme»                           | 3:11     |  |
| 9.    | «Forested Temple»                       | 3:52     |  |
| 10.   | «Fighting»                              | 2:47     |  |
| 11.   | «Ahead on our Way»                      | 3:44     |  |
| 12.   | «Golden Saucer»                         | 1:59     |  |
| 13.   | «Crazy Motorcycle»                      | 3:38     |  |
| 14.   | «Cait Sith's Theme»                     | 3:34     |  |
| 15.   | «Descendent of Shinobi»                 | 2:46     |  |
| 16.   | «J-E-N-O-V-A»                           | 2:35     |  |
| 17.   | «FF VII Main Theme (Orchestra version)» | 6:28     |  |
| 18.   | «One-Winged Angel»                      | 4:26     |  |
| 19.   | «Aerith's Theme»                        |          |  |

## Piano Collections: Final Fantasy VII
Piano Collections: Final Fantasy VII es un álbum que contiene algunos temas de la banda sonora original del juego, pero arreglados para piano, por supuesto todos los temas compuestos por Nobuo Uematsu, Shiro Hamaguchi se encargó de los arreglos para piano y la interpretación corrió por parte de Seiji Honda.
| Temas |                                |          |  |
| N.º   | Título                         | Duración |  |
| 1.    | «Tifa's Theme»                 | 4:22     |  |
| 2.    | «Final Fantasy VII Main Theme» | 4:27     |  |
| 3.    | «Cinco de Chocobo»             | 2:19     |  |
| 4.    | «Ahead on our Way»             | 4:05     |  |
| 5.    | «Fighting»                     | 3:57     |  |
| 6.    | «Cosmo Canyon»                 | 4:38     |  |
| 7.    | «Gold Saucer»                  | 2:28     |  |
| 8.    | «Farm Boy»                     | 3:33     |  |
| 9.    | «Rufus' Welcoming Ceremony»    | 3:03     |  |
| 10.   | «J-E-N-O-V-A»                  | 2:23     |  |
| 11.   | «Aerith's Theme»               | 4:06     |  |
| 12.   | «One-Winged Angel»             | 4:49     |  |
| 13.   | «Descendant of Shinobi»        | 3:20     |  |